# Eoceratops canadensis
Eoceratops canadensis (gr. "rostro con cuernos bajos de Canadá") es la única especie conocida del género dudoso Eoceratops dinosaurio ornitisquio ceratópsido, que vivieron a finales del período Cretácico, hace aproximadamente 70 millones de años, en el Maastrichtiense, en lo que hoy es Norteamérica. Fue un chasmosaurino que vivió durante el Cretácico Tardío, en lo que hoy es el Canadá occidental. 

## Descripción
El holotipo representa un individuo bastante pequeño. El escamoso, medido a lo largo de la curva exterior, tiene una longitud de cincuenta y siete centímetros y un ancho de treinta y ocho centímetros. Hay seis epiesquamosales. El estatus juvenil se confirma por el escamoso corto y ancho, un hocico corto y el epinasal que no está fusionado. En la base del cuerno nasal, en una depresión en forma de media luna, la faceta de contacto con el hueso nasal es visible, lo que parece implicar que el cuerno es una osificación separada que Lambe en 1915 acuñó "epinasal". Los cuernos de la frente de Eoceratops son notablemente más largos que los de Chasmosaurus y con una longitud de 216 milímetros que alcanzan el doble de la longitud de su base. Los cuernos de la frente están curvados hacia atrás. Lambe asumió que esta curvatura no cambiaría durante el crecimiento y, por lo tanto, era un rasgo distintivo válido del taxón. Hoy en día, sin embargo, se entiende que la curvatura de los cuernos en los chasmosaurines típicamente se reorienta al frente cuando se alcanza una edad adulta. El lado escamoso de la gola del cuello está fuertemente enganchado al frente, un rasgo basal.

## Descubrimiento e investigación
En 1901, Lawrence Morris Lambe en Berry Creek, Alberta descubrió un cráneo de dinosaurio. En 1902, lo nombró como una nueva especie del género Monoclonius, Monoclonius canadensis. El nombre específico referido a la procedencia de Canadá.
El holotipo, NMC 1254, se encontró en una capa del grupo Belly River que data del Campaniano medio. Consiste en un cráneo parcial, mandíbula inferior y vértebra delantera trasera, de un animal juvenil. Los elementos de la cabeza incluyen una cavidad ocular derecha con cuerno en la frente, escamoso derecha y esquina parietal del volante del cuello y la mandíbula inferior izquierda trasera. Lambe pensó que también había descubierto un yugal derecho, pero luego se identificó como el hueso nasal derecho. Además, Lambe refirió una mandíbula inferior derecha, el espécimen NMC 284 encontrado en 1897, y otro cuerno de ceja, espécimen NMC 190.
En 1905, en una publicación de Timothy William Stanton y John Bell Hatcher, la especie fue asignada al género Ceratops, como Ceratops canadensis. Esto se confirmó en la publicación póstuma de Hatcher de 1907. En esta ocasión, Hatcher además se refirió a un maxilar y un diente y sugirió una identidad con Monoclonius, posteriormente Chasmosaurus belli.
En 1915, Lambe lo convirtió en un género separado, Eoceratops. El nombre genérico agrega del griego ήώς, eos, "amanecer", a Ceratops, en vista de la mayor edad. La combinatio nova es Eoceratops canadensis. La especie tipo es Monoclonius canadensis.
Después de 1915, varios ejemplares han sido remitidos a Eoceratops. Uno de ellos fue un fósil en 1913 descubierto por William Edmund Cutler y desenterrado por él en 1920. Después de la prematura muerte de Cutler, los paleontólogos estadounidenses supusieron que había sido almacenado en el zoológico de Calgary y finalmente destruido. Sin embargo, en 2010 se supo que Cutler lo había vendido al Museo Británico de Historia Natural y que todavía estaba en su colección como el espécimen de Chasmosaurus BMNH R4948. Otro espécimen es UALVP 40, una calavera excavada por George Fryer Sternberg en 1921, y en 1923 se refirió a Eoceratops por Charles Whitney Gilmore. En 1933, Richard Swann Lull lo consideraba una posible hembra de Chasmosaurus kaiseni. En 1990, Thomas Lehman combinó el material Chamosaurus kaiseni con Eoceratops en una nueva especie de Chasmosaurus, Chasmosaurus canadensis.
En 2010, Nicholas R. Longrich nombró y describió el cráneo TMP 1983.25.1, por Lehman se refirió a C. canadensis, como un nuevo género y especie, Mojoceratops perifania. Longrich concluyó que el holotipo de Eoceratops, como el de C. kaiseni, probablemente pertenecen a Mojoceratops. Esto haría de Eoceratops un posible sinónimo senior de Mojoceratops. Sin embargo, Longrich también consideró que el espécimen tipo Eoceratops estaba demasiado mal conservado para una determinación confiable, especialmente porque pertenecía a un individuo juvenil. Afirmó que Eoceratops es un nomen dubium. Longrich también consideró que el espécimen de tipo C. kaiseni no era diagnóstico y declaró que también es un nomen dubium. En 2015, Takuya Konishi redescribió  UALVP 40, que había sido mejor  preparado. Notó la presencia de un largo corno supraorbitario que se curvaba hacia arriba. Él refirió el espécimen a Chasmosaurus sp. que en su opinión podría ser idéntico a Chasmosaurus canadensis.
Campbell y sus colegas, en su análisis de 2016 de especímenes de Chasmosaurus, encontraron que Eoceratops y C. kaiseni se pueden referir a Chasmosaurus sp. Como ambos holotipos carecían de un parietal conservado. También acordaron con Maidment & Barrett 2011 que Mojoceratops es un sinónimo de Chasmosaurus russelli.

## Clasificación
En 1902, Lambe colocó Monoclonius canadensis en Ceratopsidae. En 1915, Lambe creó una Eoceratopsinae separada, a la que también se creía que pertenecían a Anchiceratops, Triceratops y Diceratops, en distinción a Chasmosaurinae. Se asumió que las eoceratopinos se distinguían por escudos del cuello más compactos y resistentes. Hoy en día todas estas formas, incluida el propia Eoceratops, se consideran Chasmosaurinae.